# Все свои

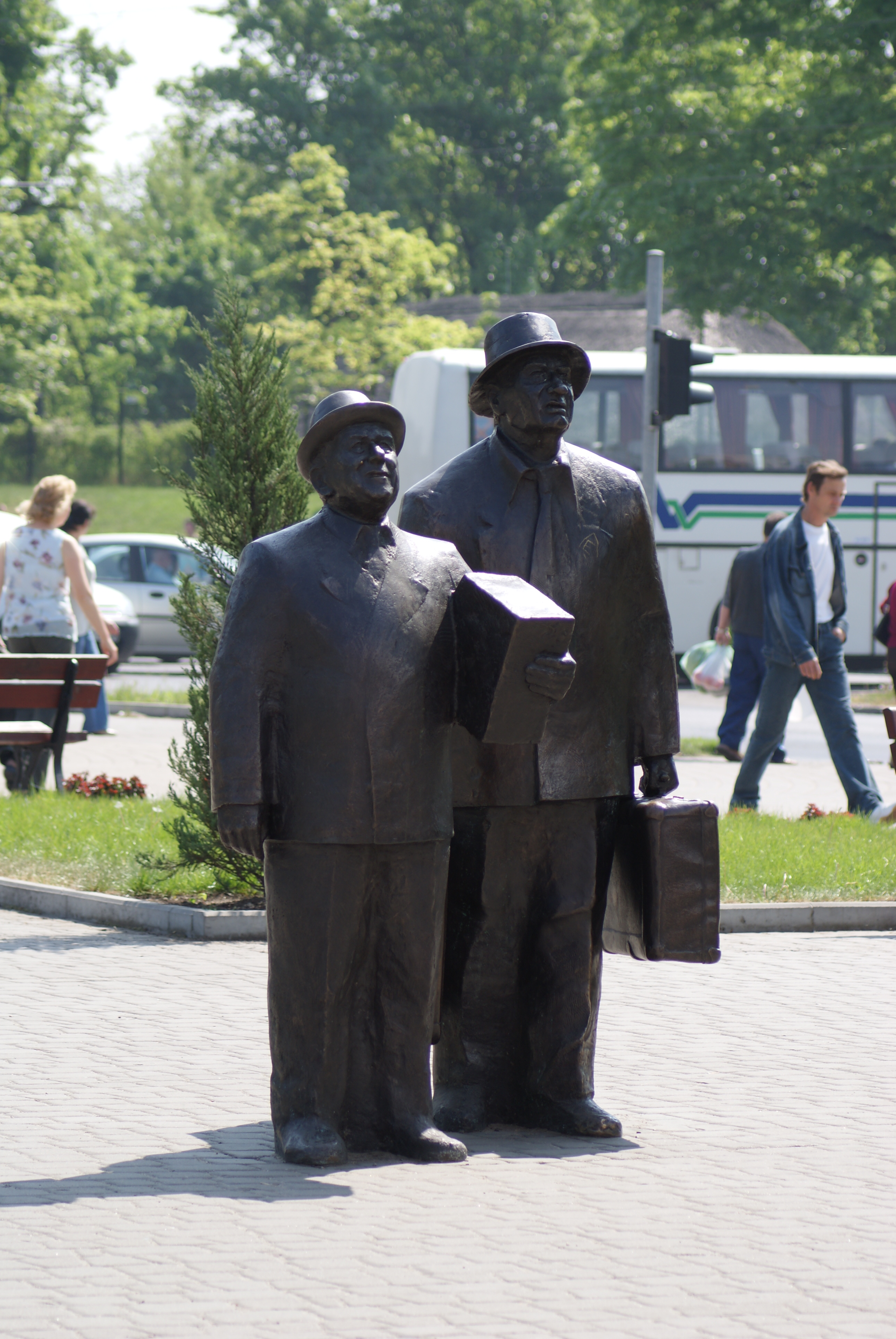
Памятник киногероям Павляку и Каргулю в г. Торунь

«Все свои» (пол. Sami swoi) — польский чёрно-белый (позднее колоризированный) художественный фильм, комедия 1967 года.

## Сюжет
Недавно окончилась Вторая мировая война. 
Две семьи, проживавшие в одном селе на востоке Польши,  вынуждены покинуть свои дома и поселиться на Возвращённых землях. Павляк и Каргуль - извечные враги. На Возвращенных землях они снова станут соседями.  Завидев из вагона поезда корову Каргуля, Павляк решит, что это судьба. «Враг Каргуль, но свой! Твой, мой!», - скажет Павляк,  и отправится на поиски свободного дома. И найдет. Рядом. Окна в окна Каргуля. Пройдет время.  Дети Каргуля и Павляка подрастут, влюбятся друг в друга, конфликт двух семей будет затухать и разгораться снова. Дети поженятся - Каргуль и Павляк породнятся, появится у них общая внучка. Все наладится - и тогда, появится старший брат Павляка, много лет назад поклявшийся мстить Каргуле до конца дней своих. Приедет он издалека, почти позабыв польский язык, но не забыв про вражду с соседом и клятву.  Никто не решится сообщить, что вражды больше нет.  
В ролях:
- Вацлав Ковальский — Казимеж Павляк
- Мария Збышевска — Мания, жена Павляка
- Наталья Шиманьская — Леония, мать Павляка
- Ежи Янечек — Витя, старший сын Павляка
- Зыгмунт Белявский — Павел, младший сын Павляка
- Здзислав Карчевский — Ясько, брат Павляка из Америки
- Владислав Ханьча — Владислав Каргуль
- Халина Буйно — Анеля, жена Каргуля
- Илона Кусьмерская — Ядзька, дочь Каргуля
- Элиаш Куземский — Кокешко, мельник
- Александер Фогель — солтыс
- Казимеж Талярчык — Антони Вечорек
- Витольд Пыркош — «Варшавянин»
- Ежи Вальчак — сосед Каргуля
- Рышард Котыс — мужчина, продающий кошку
- Фердинанд Матысик — командир советского танка

## Колоризация
- В 2000 году фильм был реставрирован и колоризирован.